# لوکاس گالان
لوکاس گالان (انگلیسی: Lucas Galán؛ زادهٔ ۲۲ ژوئن ۱۹۸۸) بازیکن فوتبال اهل آرژانتین است.